# پاوووو (شهرستان ستاراخوویتسه)
پاوووو (به لهستانی:  Pawłów) یک روستا در لهستان است که در گمینا پاوووو واقع شده‌است. پاوووو ۱٬۱۰۰ نفر جمعیت دارد.